# バトルヒーター
『バトルヒーター』は、1989年11月3日に公開された、日本映画。主演は、爆風スランプのパッパラー河合であり、爆風スランプのメンバーが出演している。また、飯田譲治の劇場監督デビュー作。睦月三日生・島川AZ原作の同名小説の映画化であった。

## 概要
人喰いコタツの引き起こす騒動をコメディ・タッチで描いたストーリー。

## キャスト
- 古池道夫：パッパラー河合
- 飛井風太：NEWファンキー末吉
- 尾崎：バーベQ和佐田
- 修行僧：サンプラザ中野
- 浜利一：柄本明
- 佐野来美：奥貫薫
- 新田日出子：室井滋
- 竹本おさむ：小宮孝泰
- 奥闇喜彦：石井恒一
- 新田満年：小倉久寛
- 錆井三郎：岸谷五朗
- 河辺太：桂島宏樹
- 足尾善人：佐藤誓
- 中川信太郎：今福将雄
- 中川ノブ：原ひさ子
- 医師：嘉門達夫
- 近藤：富田靖子
- 教師：三宅裕司

## スタッフ
- 製作総指揮：大里洋吉
- 製作：山本久、石井俊雄、市山尚三
- プロデューサー：新田一郎、瀬田素、出口孝臣
- プロデューサー補：石原真
- 制作：アワナ、アミューズ・シネマ・シティ
- 総監督：川島透
- 監督：飯田譲治
- 原作：睦月三日生、島川AZ
- 脚本：中島吾郎、飯田譲治
- 撮影：水野尾信正
- 照明：島田忠昭
- 美術：高橋章
- 編集：高島健一
- 音楽：BAKUFU-SLUMP、松原幸広
- 主題歌：BAKUFU-SLUMP「大きな玉ねぎの下で 〜はるかなる想い」
- 録音：小原善哉
- 特撮監督：古賀信明
- 助監督：横山浩幸
- 製作担当：中村哲也
- 製作：アミューズ、CBS・ソニーグループ、松竹富士
- 製作協力：代官山プロダクション
- 配給：松竹富士